# Kreissparkasse Saarpfalz
Die Kreissparkasse Saarpfalz ist eine saarländische Sparkasse mit Sitz in Homburg. Sie ist eine Anstalt des öffentlichen Rechts und entstand am 1. Januar 1991 aus der Fusion der Kreissparkassen Blieskastel, Homburg und St. Ingbert.

## Organisationsstruktur
Das Geschäftsgebiet der Kreissparkasse Saarpfalz umfasst den Saarpfalz-Kreis, welcher auch Träger der Sparkasse ist. Rechtsgrundlagen sind das Sparkassengesetz für das Saarland und die Satzung der Sparkasse. Organe der Sparkasse sind der Verwaltungsrat und der Vorstand. Die Kreissparkasse Saarpfalz ist Mitglied des Sparkassenverbandes Saar und über diesen auch im Deutschen Sparkassen- und Giroverband.

## Geschäftszahlen
Die Kreissparkasse Saarpfalz wies im Geschäftsjahr 2023 eine Bilanzsumme von 2,081 Mrd. Euro aus und verfügte über Kundeneinlagen von 1,696 Mrd. Euro. Gemäß der Sparkassenrangliste 2023 liegt sie nach Bilanzsumme auf Rang 230. Sie unterhält 20 Filialen/Selbstbedienungsstandorte und beschäftigt 379 Mitarbeiter.

## Sparkassen-Finanzgruppe
Die Kreissparkasse Saarpfalz ist Teil der Sparkassen-Finanzgruppe und gehört damit auch ihrem Haftungsverbund an. Er sichert den Bestand der Institute und sorgt dafür, dass sie auch im Fall der Insolvenz einzelner Sparkassen alle Verbindlichkeiten erfüllen können. Die Sparkasse vermittelt Bausparverträge der regionalen Landesbausparkasse, offene Investmentfonds der Deka und Versicherungen der Saarland Versicherung. Im Bereich des Leasing arbeitet die Kreissparkasse Saarpfalz mit der  Deutschen Leasing zusammen. Die Funktion der Sparkassenzentralbank nimmt die Landesbank Saar wahr.